# فرانسیس بنجامین جانستون
فرانسیس بنجامین جانستون (انگلیسی: Frances Benjamin Johnston؛ ۱۵ ژانویهٔ ۱۸۶۴ – ۱۶ مهٔ ۱۹۵۲) یک عکاس و عکاس خبری پیشگام آمریکایی بود که فعالیت حرفه‌ای او تقریباً نیم قرن به طول انجامید. شهرت او به خاطر پرتره‌هایش، تصاویر معماری جنوب و مجموعه‌های عکاسی مختلف که سیاه‌پوستان آمریکایی و بومیان آمریکا را در آغاز قرن بیستم نشان می‌دهند، است.

## زندگی
فرانسیس بنجامین جانستون تنها فرزند بازمانده از والدینی ثروتمند در گرافتون ویرجینیای غربی به دنیا آمد. مادرش فرانسیس آنتوانت بنجامین اهل راچستر، نیویورک بود که یک میهن‌پرست جنگ انقلابی بود. او با اندرسون دونیفان جانستون، اهل مایزویل، کنتاکی که پدرش، دکتر ویلیام برایانت جانستون، اهل ویرجینیا چندین دهه در سراسر سینسیناتی، اوهایو تمرین می‌کرد.

## حرفه
جانستون شروع به نوشتن مقاله برای مجلات دوره‌ای کرد قبل از اینکه استعداد خود را در عکاسی پیدا کند. اولین دوربینش را جرج ایستمن، دوست صمیمی خانواده و مخترع دوربین‌های جدید و سبک‌تر ایستمن کداک و فرآیند فیلم، به او هدیه داد.

## سال‌های پایانی، درگذشت
جانستون به دلیل فعالیت‌هایش در حفظ ساختمان‌های قدیمی و در خطر انقراض، به عنوان عضو افتخاری موسسه معماران آمریکا انتخاب شد. مجموعه‌های عکس او توسط موسساتی مانند موزه هنر متروپولیتن، موزه هنرهای زیبای ویرجینیا و موزه هنر بالتیمور خریداری شده است. اگرچه سفر بی‌امان او به دلیل سهمیه‌بندی بنزین در جنگ جهانی دوم محدود شد، جانستون خستگی‌ناپذیر به عکاسی ادامه داد. او در سال ۱۹۴۰ خانه‌ای در محله فرانسوی نیواورلئان خرید و در سال ۱۹۴۵ در آنجا بازنشسته شد. او در سال ۱۹۵۲ در سن ۸۸ سالگی در نیواورلئان درگذشت. 

## نگارخانه

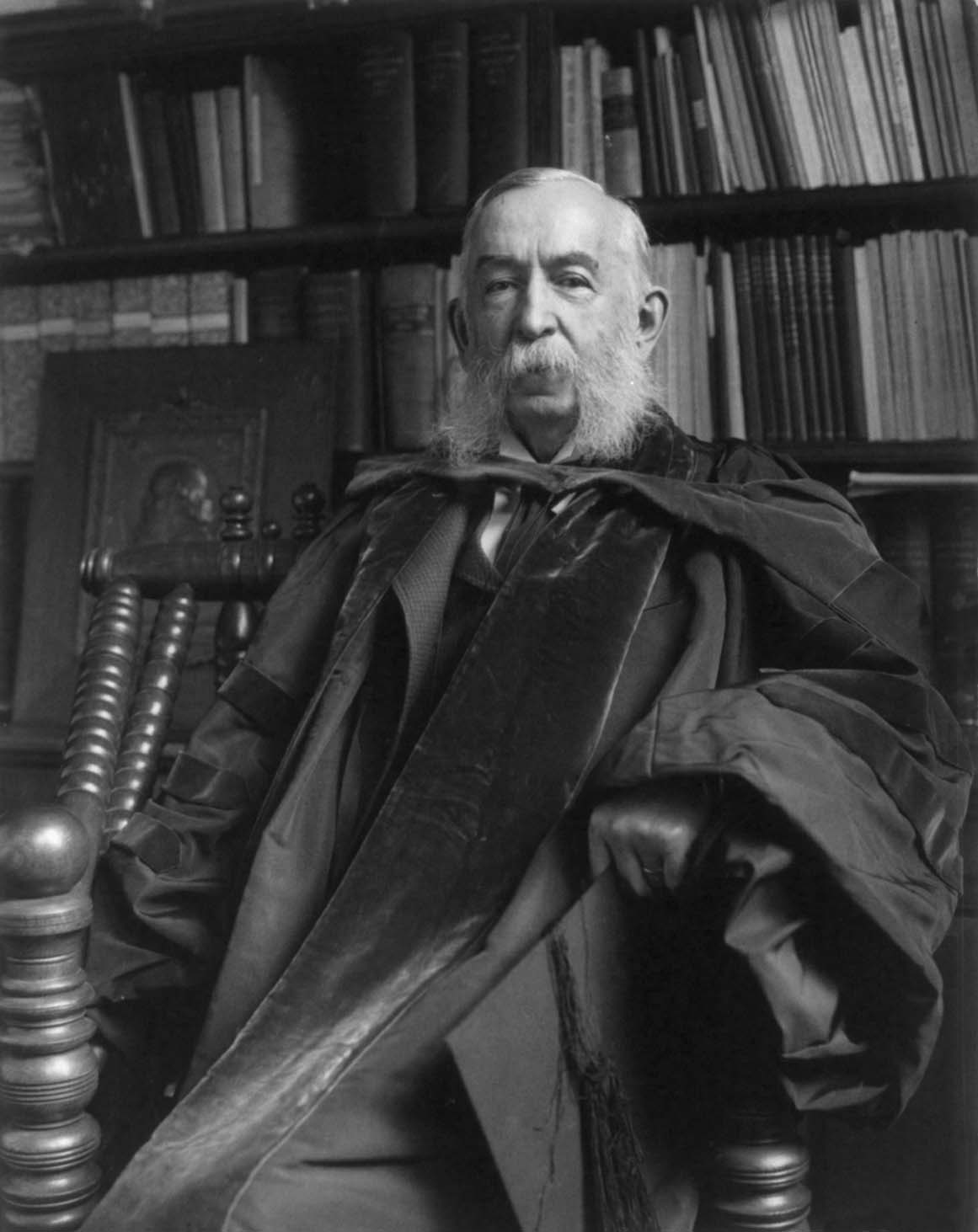
پرتره دانیل کویت گیلمن، حدود. ۱۸۹۰
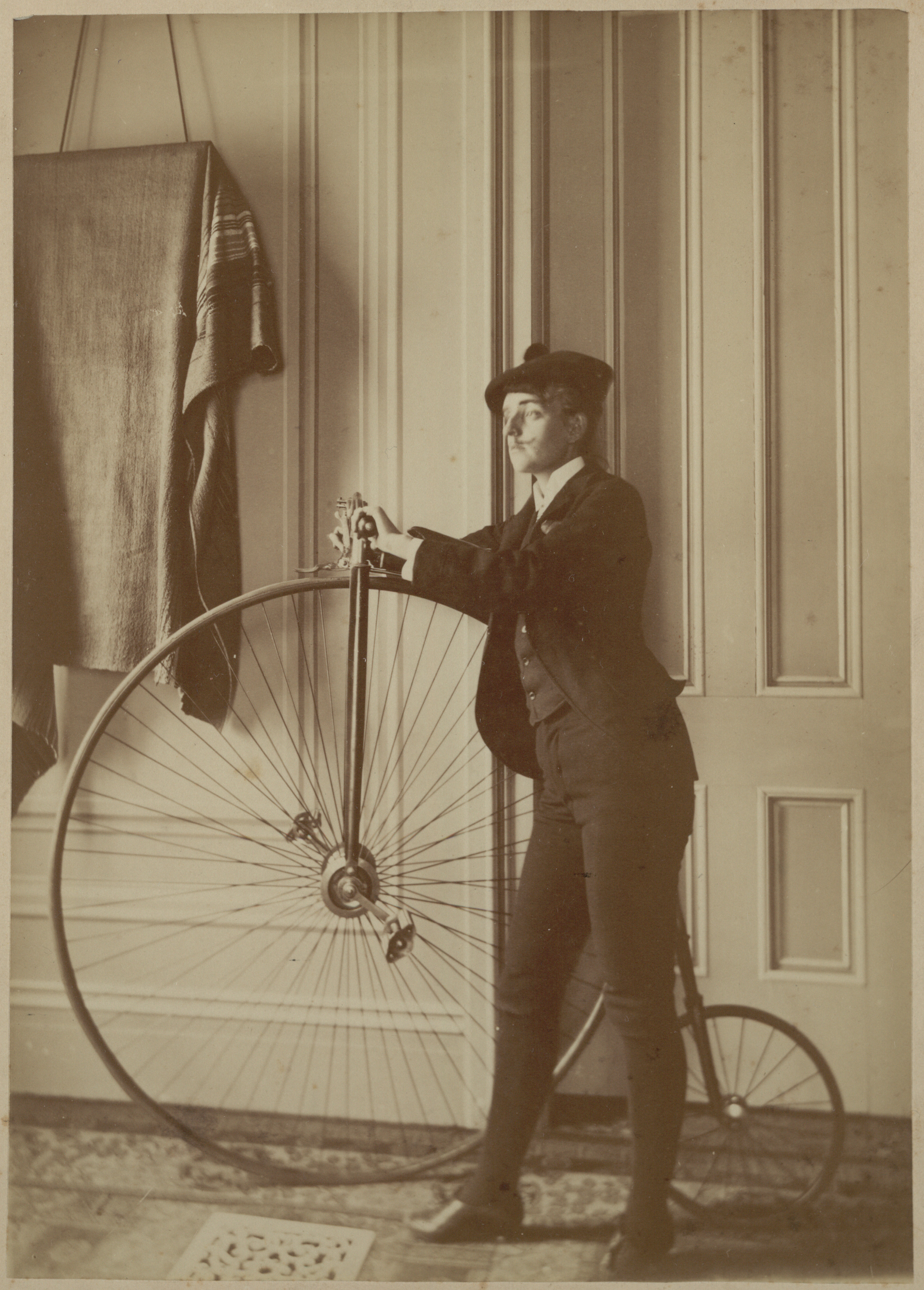
عکس شخصی از جانستون، با لباس شخصی، با سبیل تقلبی و در دست داشتن دوچرخه
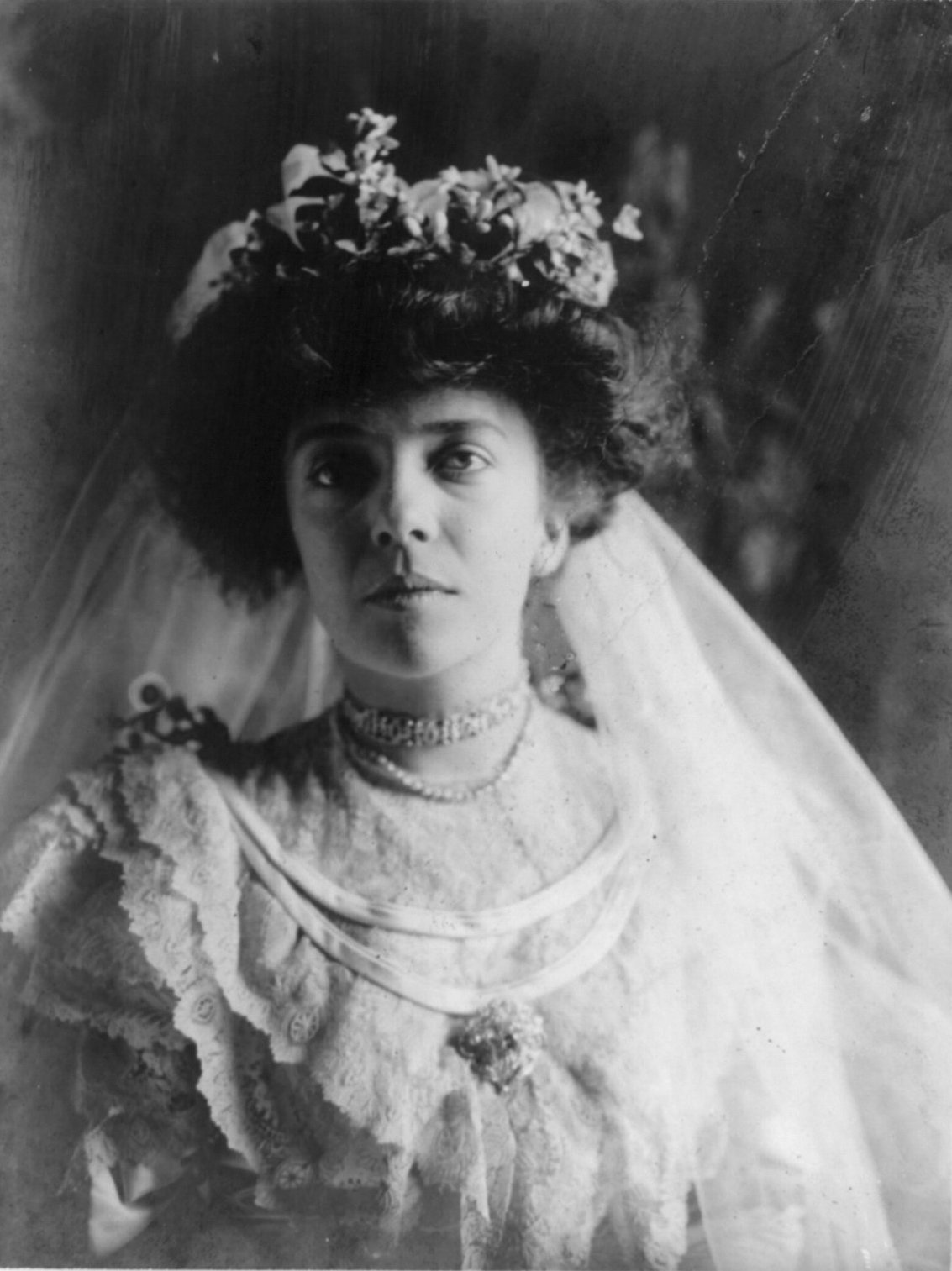
عکس عروسی آلیس روزولت در سال ۱۹۰۶
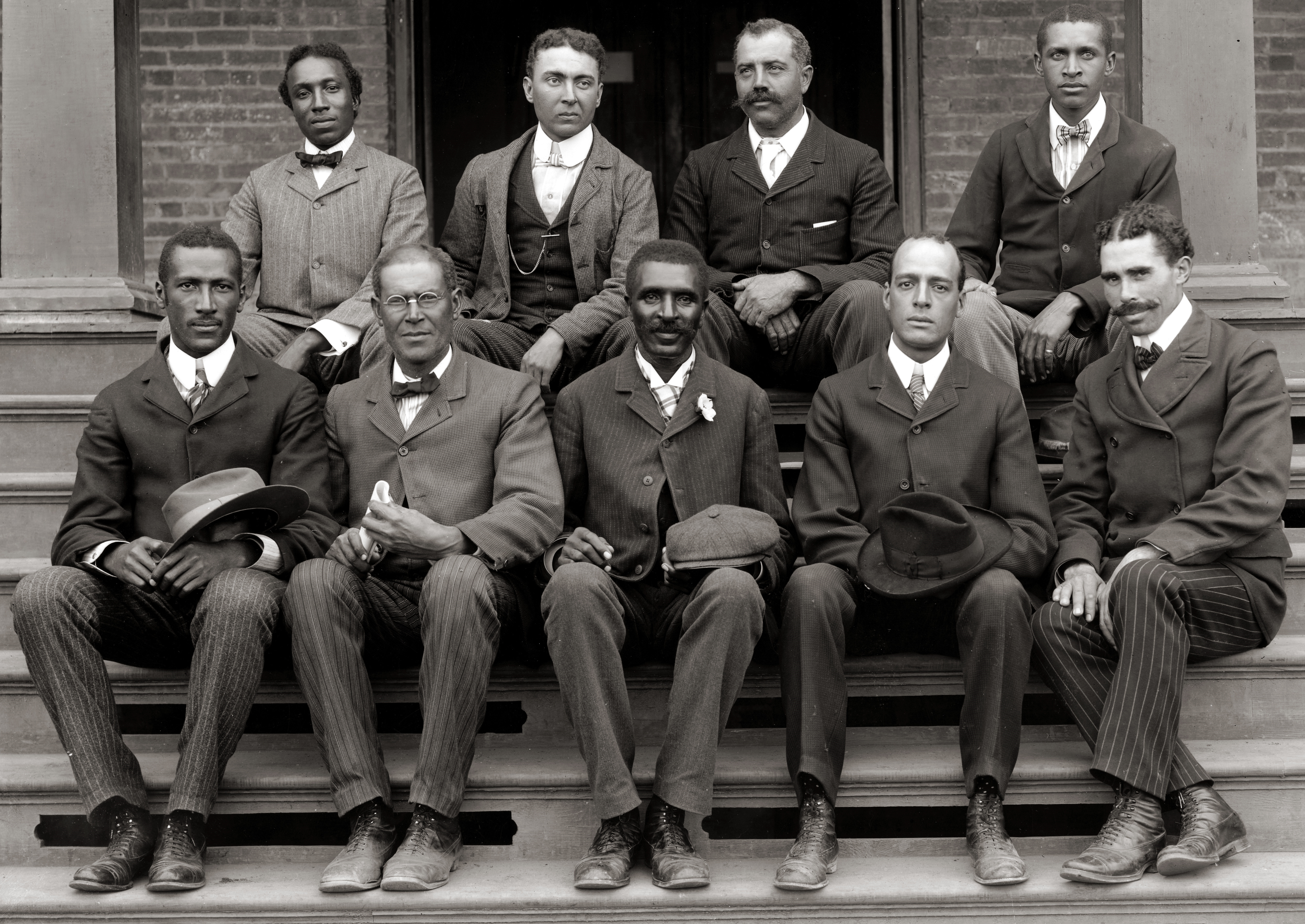
جورج واشینگتن کارور (ردیف اول، مرکز) با هیئت علمی همکار موسسه توسکی،  ۱۹۰۲
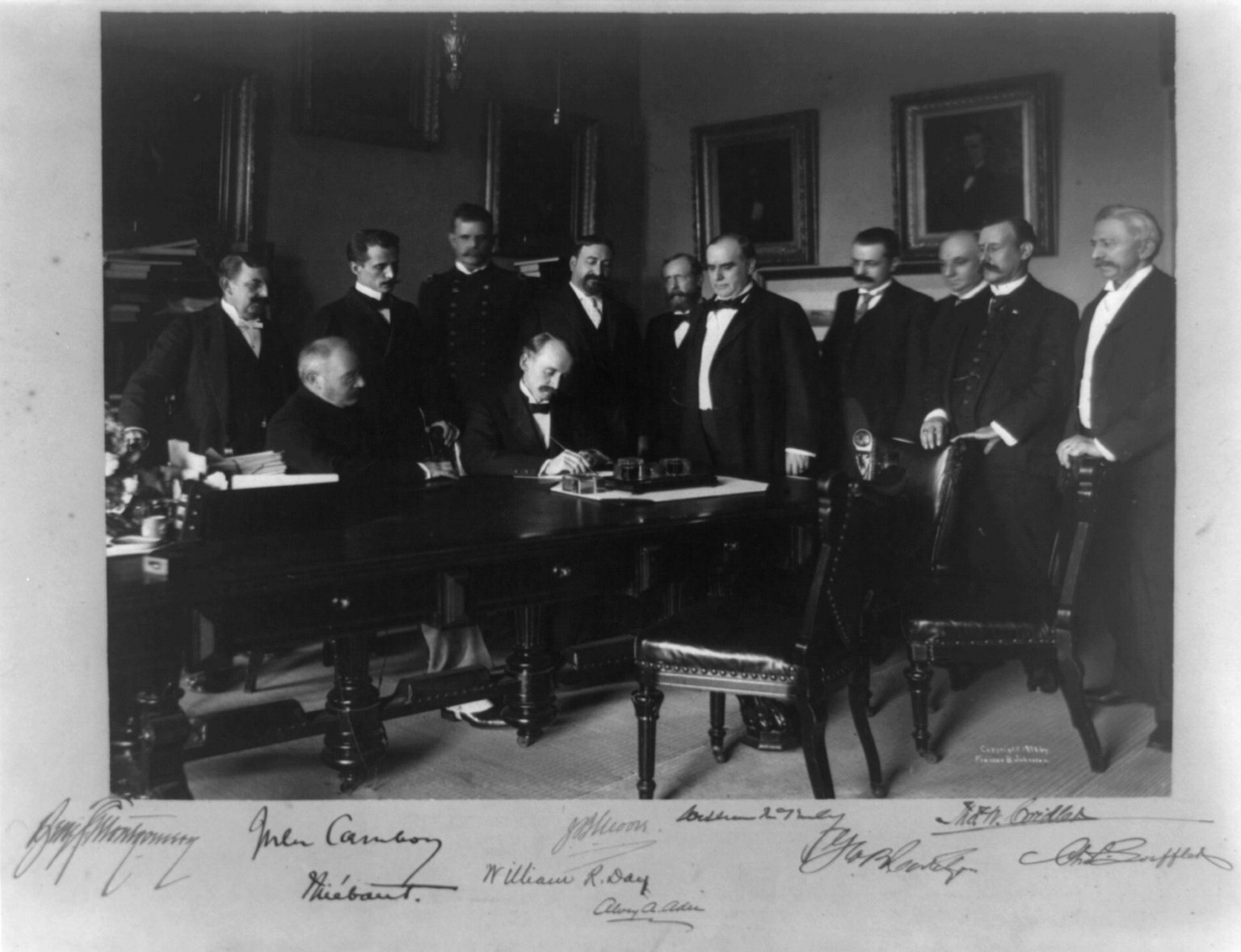
"امضای پروتکل"، به معنی توقف جنگ بین ایالات متحده و اسپانیا در جنگ اسپانیا و آمریکا
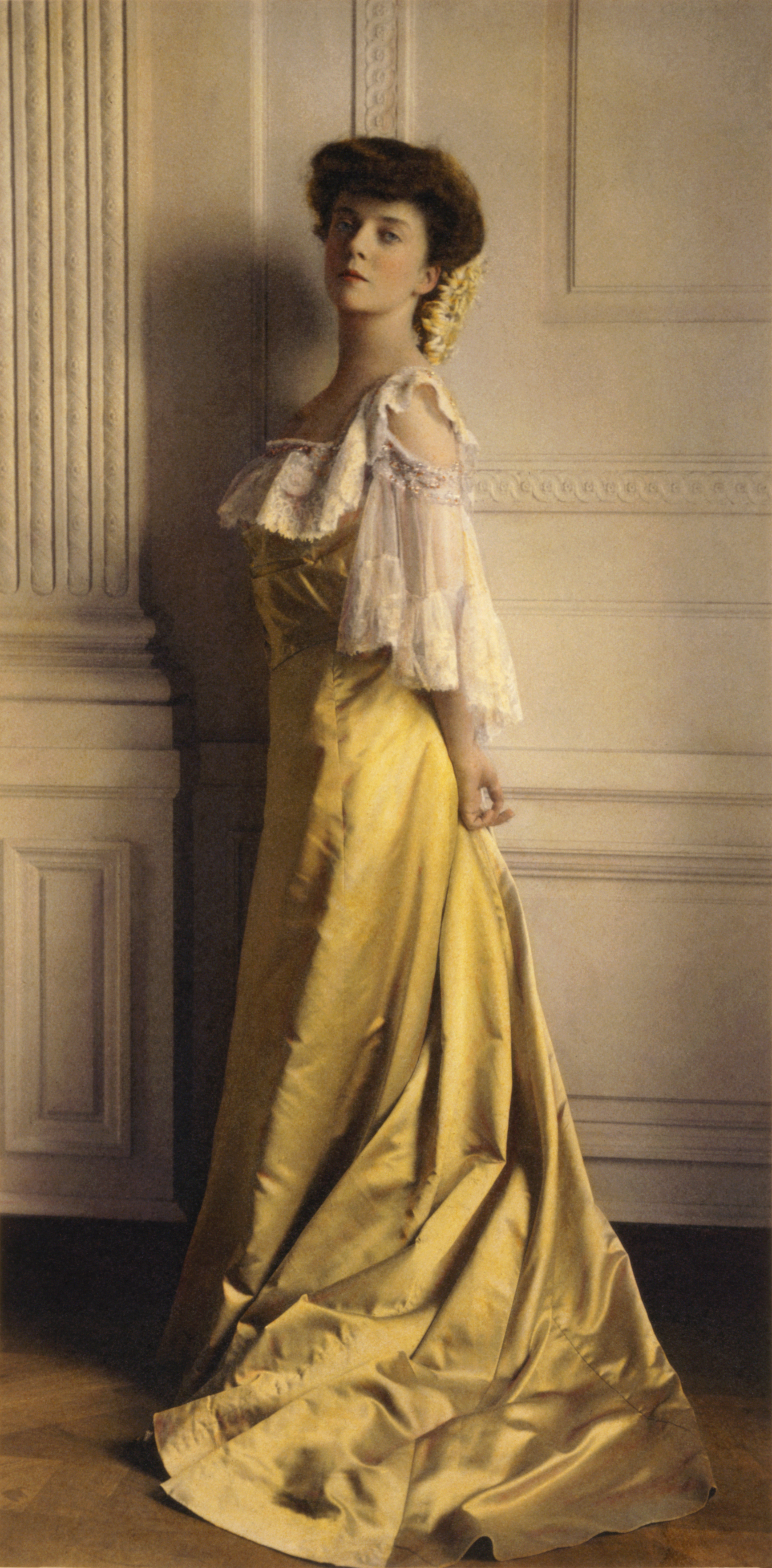
پُرتره‌ای رنگی‌شده از آلیس روزولت لانگوورث به‌سال ۱۹۰۳ میلادی
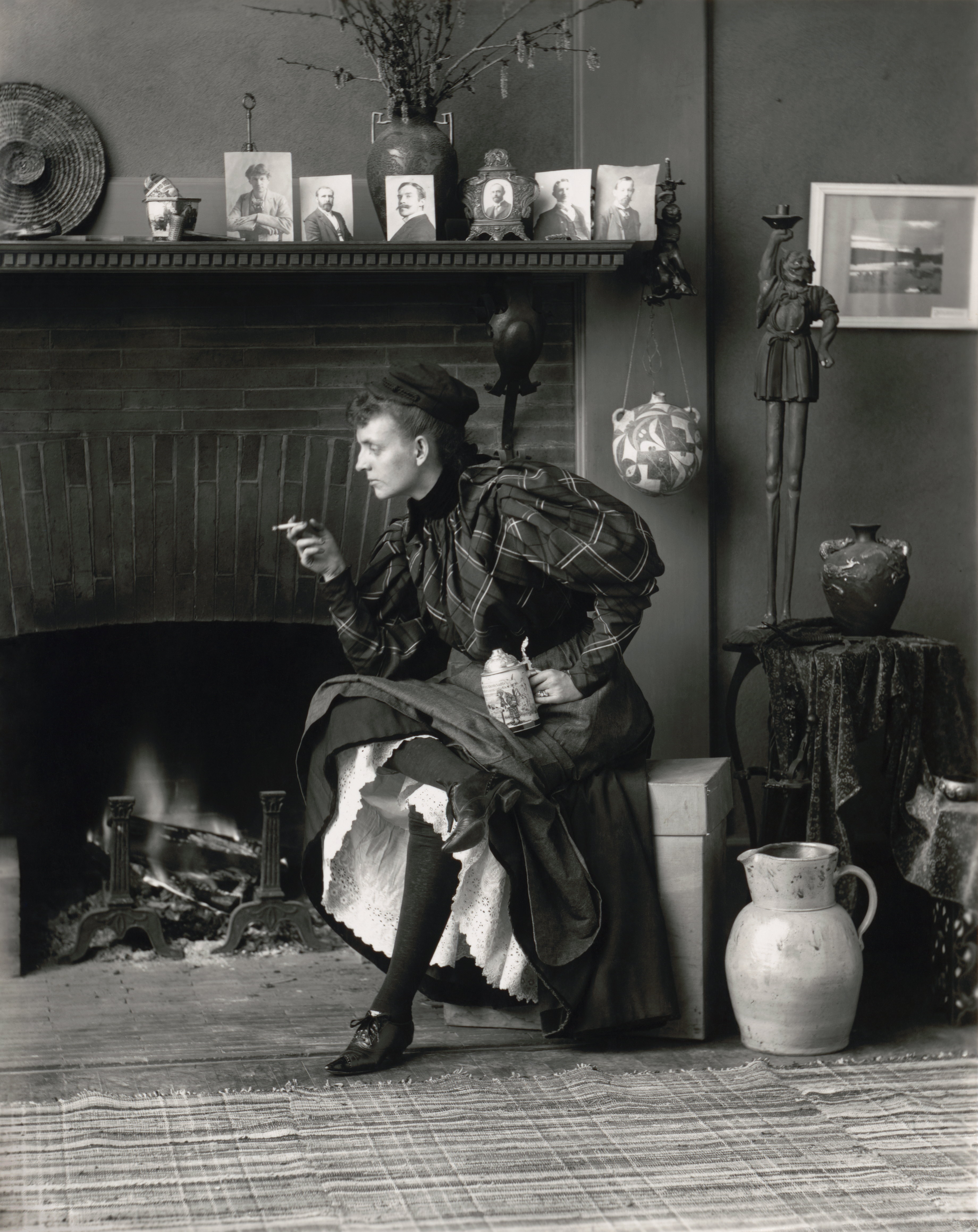
پرتره خویش در استودیوی خودش در واشینگتن، دی سی ۱۸۹۶
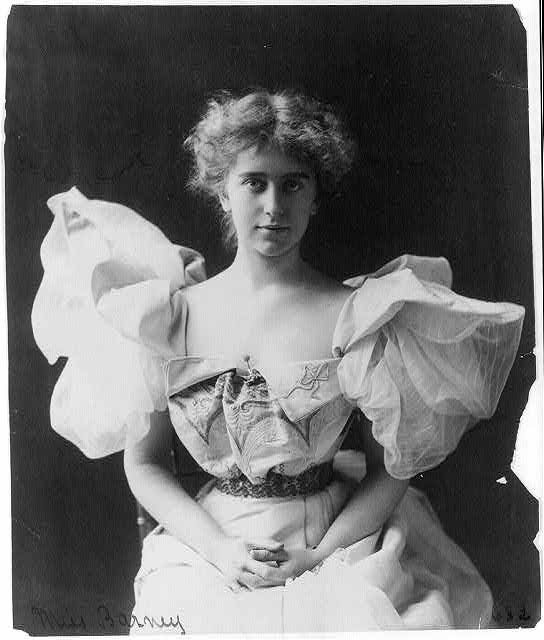
ناتالی کلیفورد بارنی بین حدود ۱۸۹۰ و حدود ۱۹۱۰
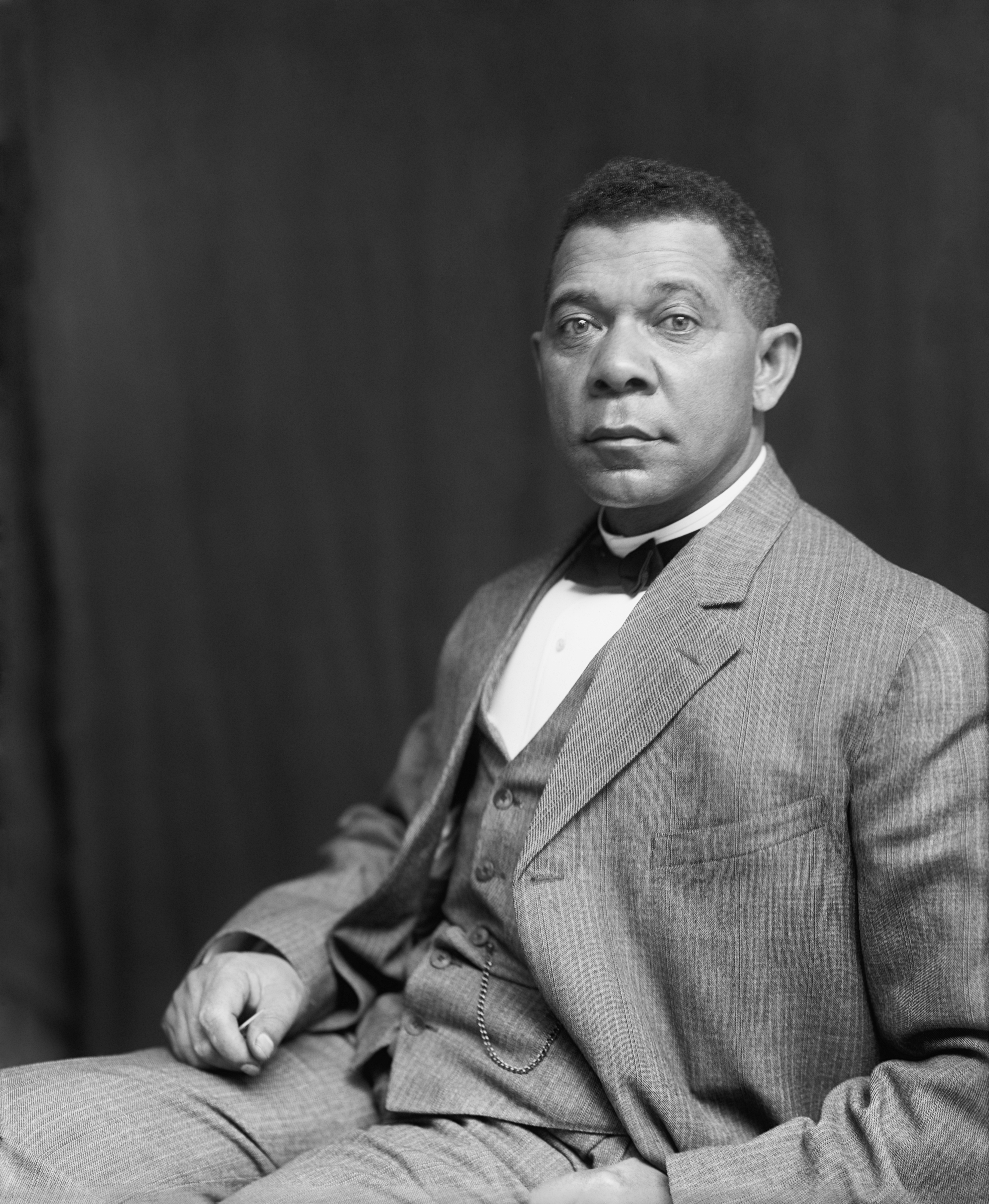
بوکر تی. واشینگتن در سال ۱۹۰۵
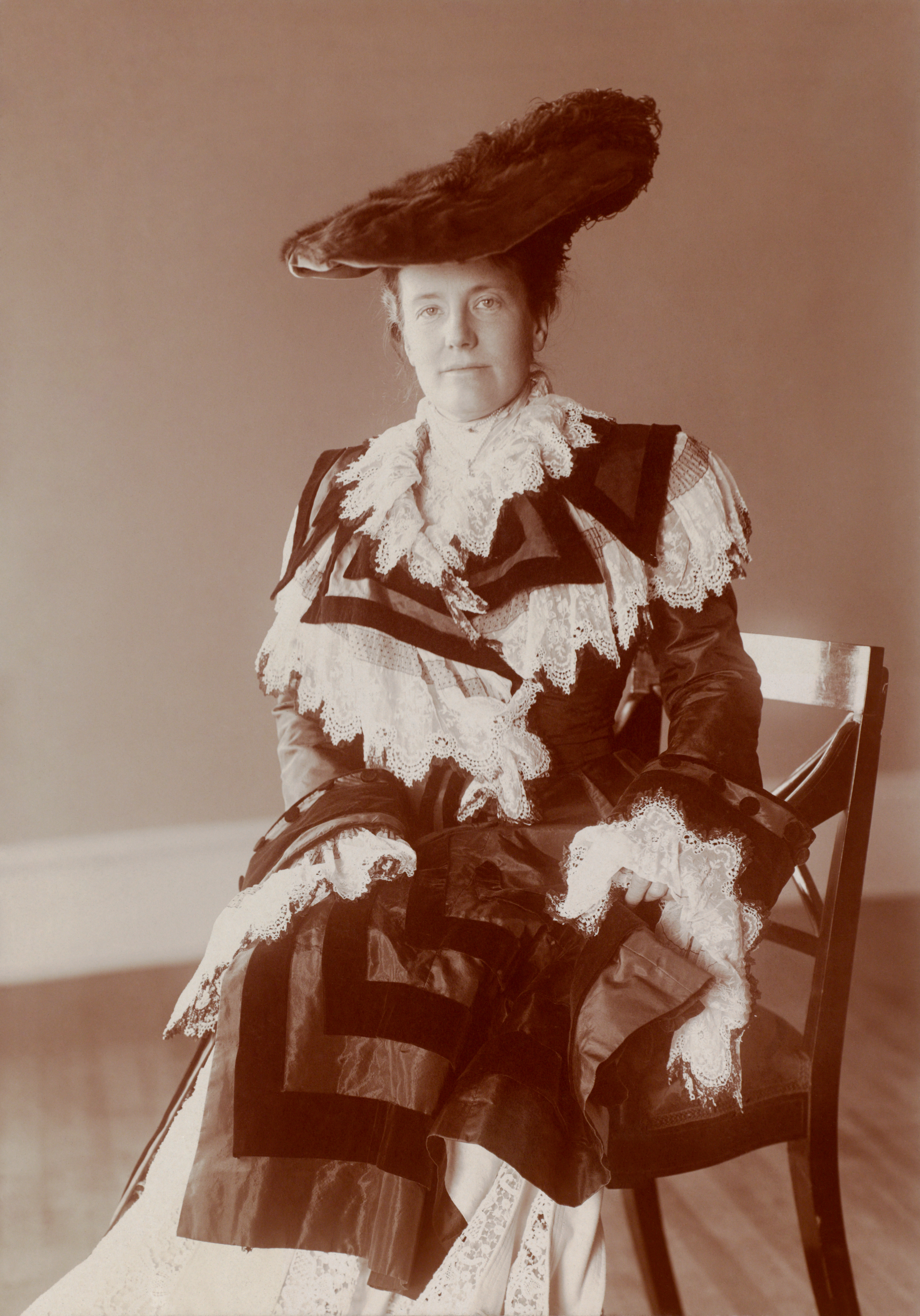
بانوی اول ایالات متحده آمریکا، ایدیت روزولت
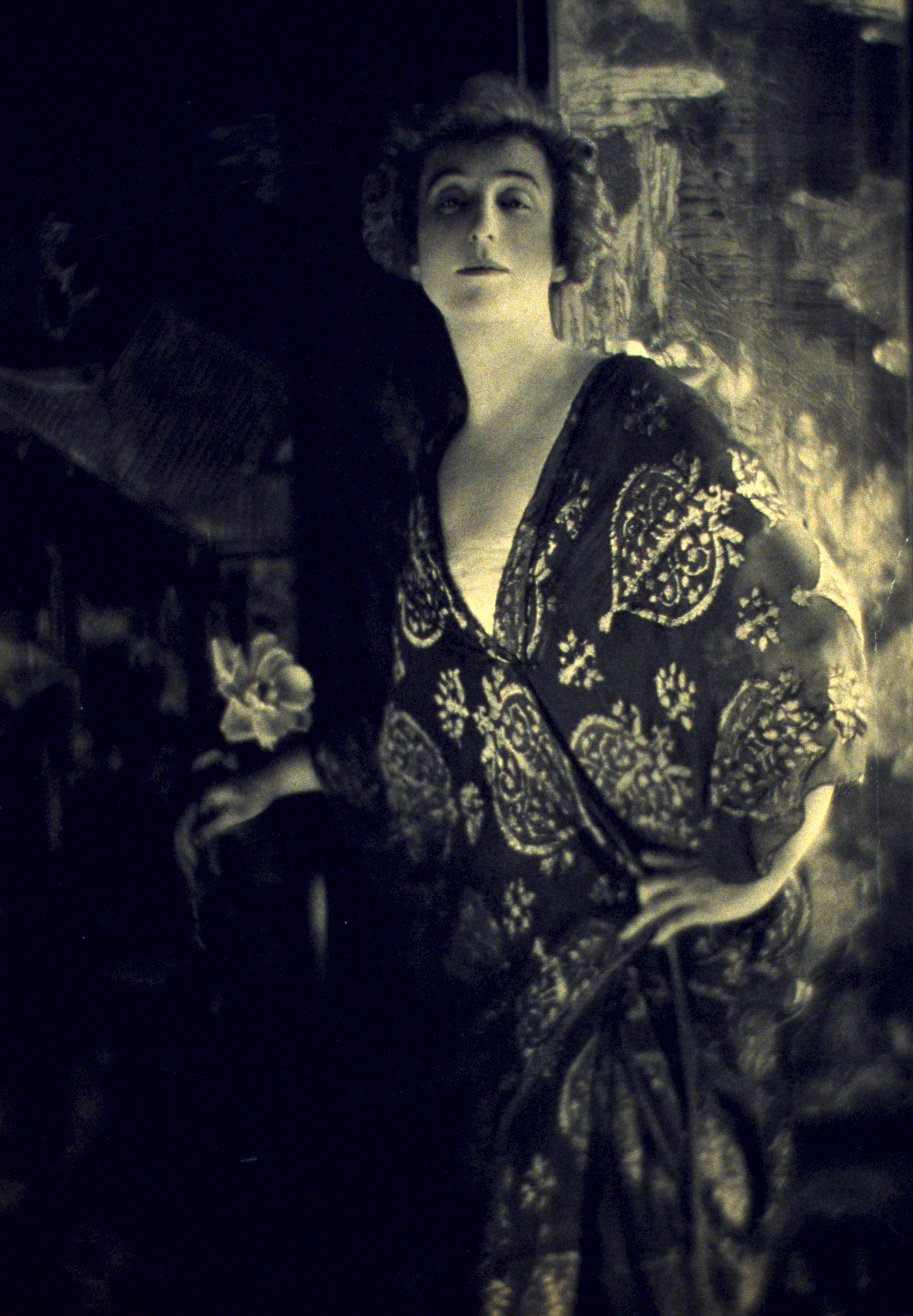
آوا لاول ویلینگ
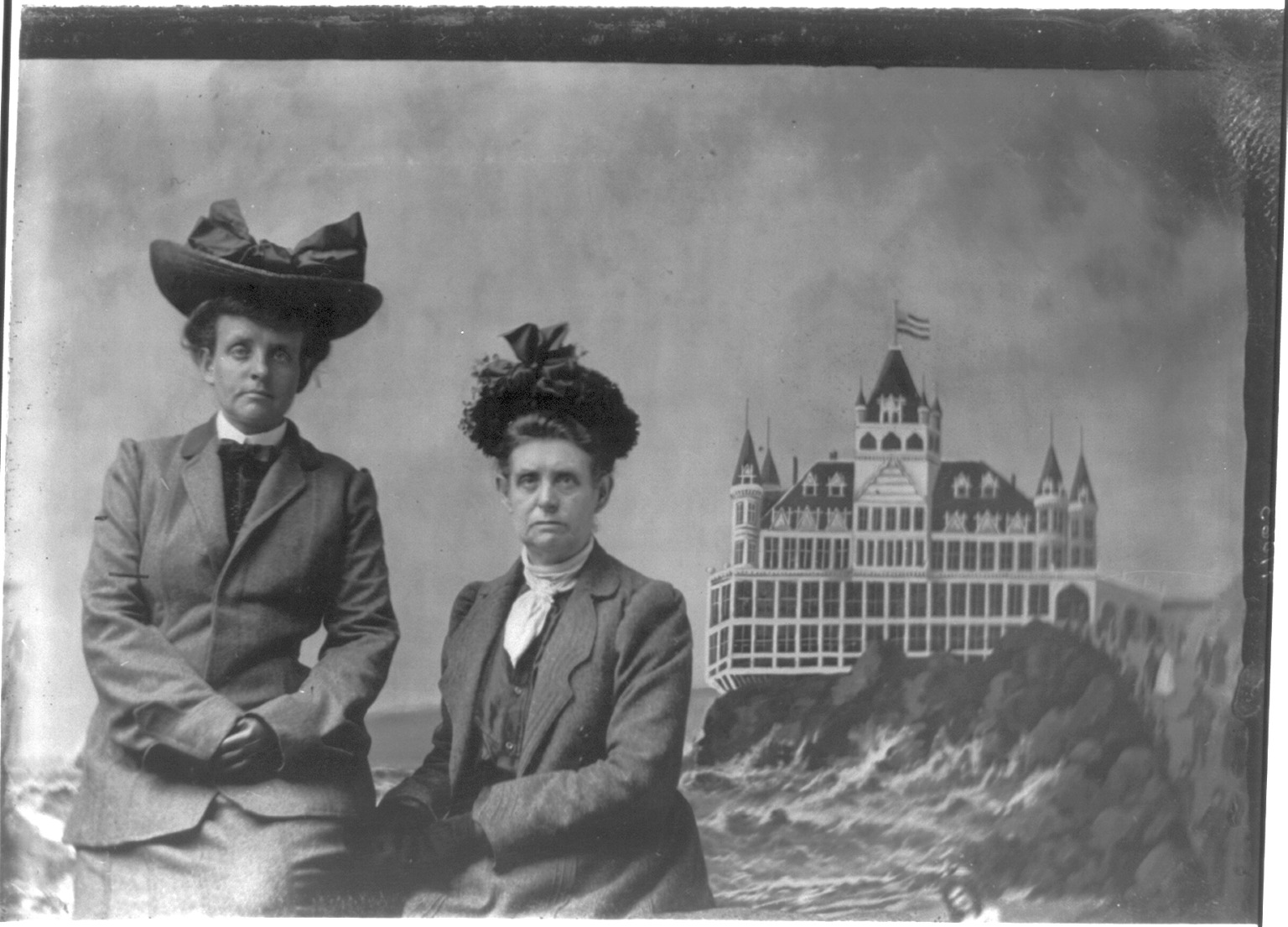
فرانسیس بنیامین جانستون ، همراه مدی (مادرش)، با زمینه خانه کلیف در سان فرانسیسکو، کالیفرنیا، ۱۹۰۳
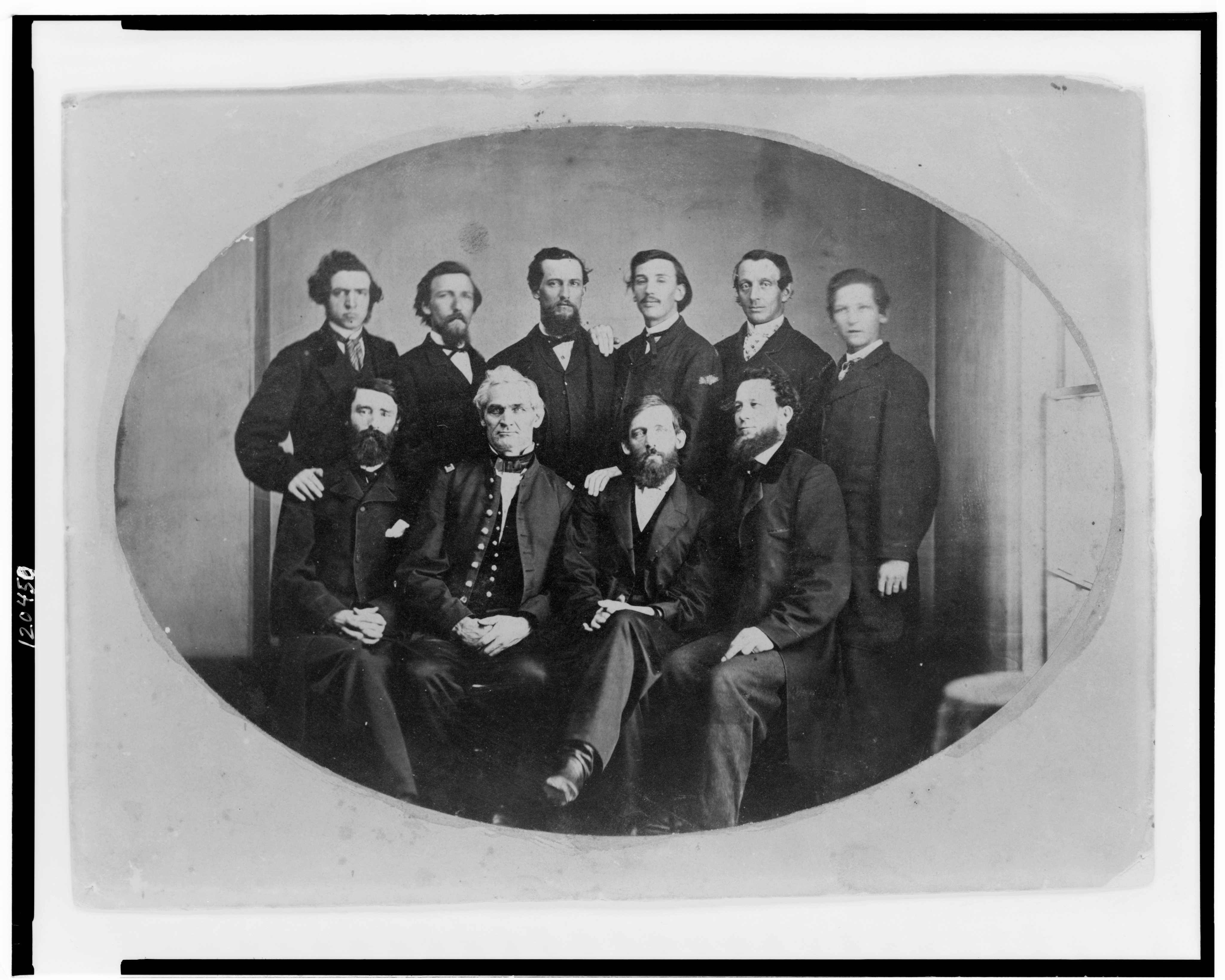
پرتره ده مرد از جمله اندرسون دی جانستون (نشسته دوم از راست)